# Gemeindeutsch
Als Gemeindeutsch wird der standardisierte Wortschatz bezeichnet, der in allen sieben nationalen Voll- und Halbzentren des deutschsprachigen Raumes identisch ist: in der Schweiz, in Österreich und Deutschland sowie in Belgien (Ostbelgien), Italien (Südtirol), Liechtenstein und Luxemburg. Für zahlreiche Sachverhalte existieren jedoch keine gemeindeutschen Ausdrücke, sondern nur Varianten, die ausschließlich in Voll- und Halbzentren als Standard gelten. Der unvollständige gemeindeutsche Wortschatz kann deshalb weder eine Varietät noch ein übergeordnetes Standarddeutsch generieren; er ist Teil des nationalen Standarddeutsch. Weil ein übergeordnetes Deutsch nicht existiert, nur mehrere gleichrangige nationale Standards (vgl. Plurizentrische Sprache), dürfen sprachliche Besonderheiten nationaler Zentren nicht als Abweichungen von einem nationenübergreifenden Standarddeutsch betrachtet werden. Sie sind vielmehr gleichwertig nebeneinander bestehende standardsprachliche Ausprägungen des Deutschen.
Gemeindeutsch war in der frühen Neuzeit, im 16. und 17. Jahrhundert, auch ein Synonym für die Oberdeutsche Schreibsprache, die damals im oberdeutschen Sprachraum, vor allem in der Schweiz, in Bayern und Österreich, als Literatursprache verwendet und in Opposition zur ostmitteldeutschen Meißner Kanzleisprache auch ausgebaut und standardisiert wurde, sich jedoch letztlich nicht durchsetzte und im späten 18. Jahrhundert vom Gottsched’schen Hochdeutsch verdrängt wurde. Geprägt wurde der früher gemain teutsch geschriebene Begriff schon in der zweiten Hälfte des 15. Jahrhunderts durch die süddeutschen Buchdruckereien von Augsburg, Nürnberg und Straßburg.